# Жан Бургундский (граф Шароле)
Жан Бургундский (фр. Jean de Bourgogne; около 1231 — 17 сентября 1267, Мулен) — граф Шароле с 1248, сеньор де Бурбон (по праву жены) с 1267, второй сын герцога Бургундии Гуго IV от первого брака с Иоландой де Дрё, дочерью Роберта III, графа де Дрё и Аэнор, дамы де Сен-Валери.

## Биография
В феврале 1248 года, накануне Седьмого крестового похода, был заключён контракт о его браке с Агнес, младшей дочерью  Аршамбо IX, сеньора де Бурбон. Тогда же его отец, герцог Бургундии Гуго IV, выделил Жану в качестве отдельного владения часть бывшего графства Шалон, получившую название Шароле. Также он получил несколько шателений — Совеман, Донден, Мон-Сен-Винсен и Санвин.
В 1262 году Агнес после смерти сестры унаследовала сеньорию Бурбон. Её соправителем стал Жан.
Умер Жан 17 сентября 1267 года. Наследовала ему единственная дочь Беатрис.

## Брак и дети
Жена: с февраля 1248 (контракт) Агнес де Бурбон-Дампьер (1237 — 5 сентября 1287/30 июня 1288), дама де Бурбон с 1262, дочь Аршамбо IX, сеньора де Бурбон, и Иоланды де Шатильон, дамы де Донзи. Дети:
- Беатрис (1257 — 1 октября 1310), дама де Бурбон с 1287/1288, графиня де Шароле с 1267; муж: с 1272 Роберт Французский (1256 — 7 февраля 1317), граф де Клермон-ан-Бовези